# São Nicolau Tolentino (São Domingos)
São Nicolau Tolentino és una freguesia (parròquia civil) de Cap Verd. Cobreix la part occidental del municipi de São Domingos, a l'Illa de Santiago.

## Subdivisions
La freguesia consta dels següents assentaments, amb població segons el cens de 2010:
- Achada Mitra (pop: 106)
- Água de Gato (pop: 957)
- Banana (pop: 180)
- Chamine (pop: 79)
- Dacabalaio (pop: 37)
- Fontes Almeida (pop: 745)
- Gudim (pop: 362)
- Lagoa (pop: 390)
- Massapé (also known as Achada Loura, pop: 89)
- Mato Afonso (pop: 327)
- Mendes Faleiro Cabral (pop: 86)
- Mendes Faleiro Rendeiro (pop: 117)
- Nora (pop: 323)
- Pó de Saco (pop: 174)
- Ribeirão Chiqueiro (pop: 773)
- Robão Cal (pop: 149)
- Rui Vaz (pop: 1,078)
- São Domingos (també conegut com a Várzea da Igreja, pop: 2,818)
- Veneza (pop: 1)